# Sint-Barbaracollege

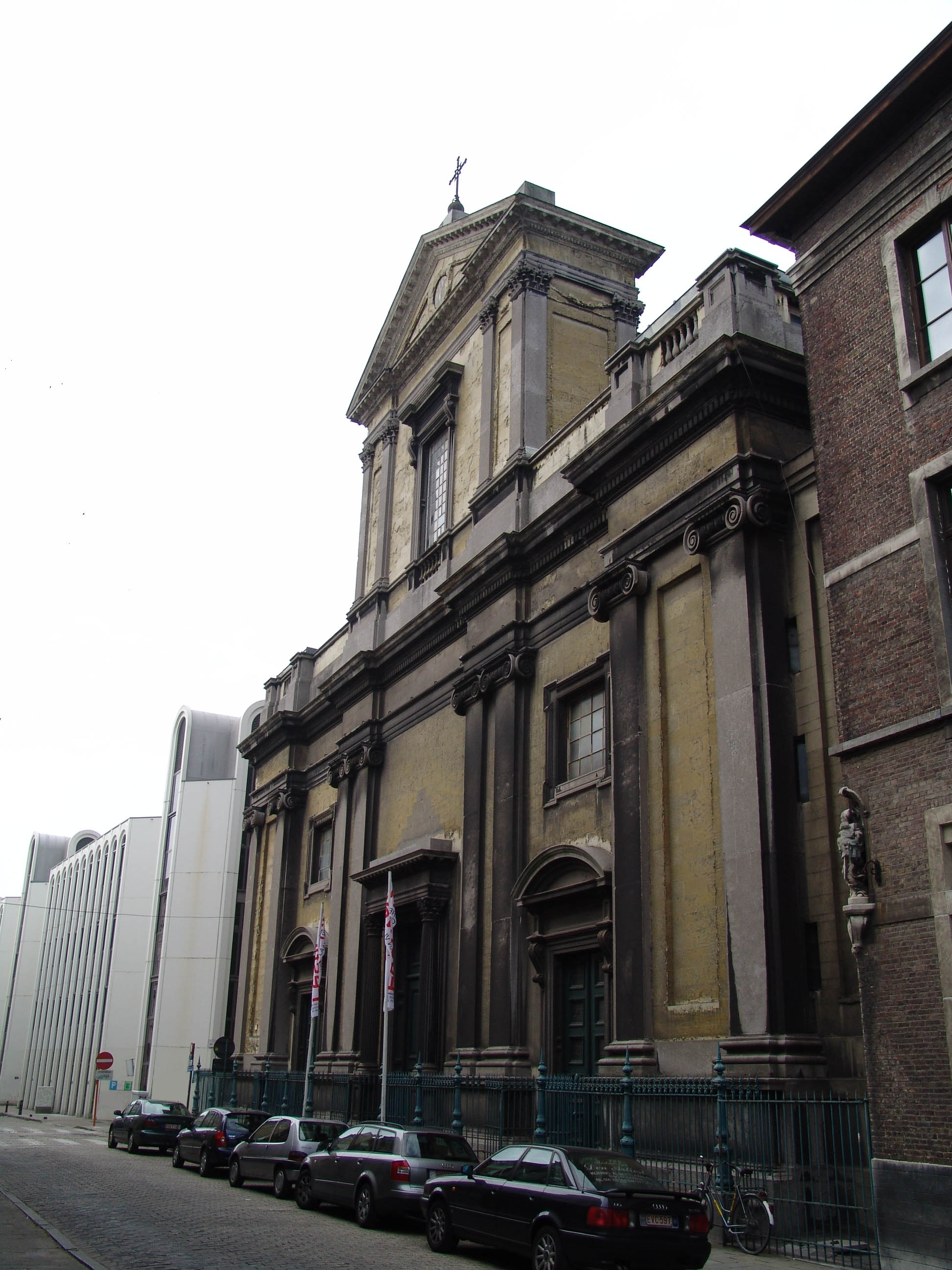
Collegekerk.

Het Sint-Barbaracollege is een jezuïetencollege gelegen in de Savaanstraat, Gent (België).

## Voorgeschiedenis
Het Sint-Barbaracollege is gebouwd op de locatie van het oude ‘Sint Barbaraklooster in Jeruzalem’ dat in 1420 door de ernaast, aan de Ketelvest, wonende Joris Vranckx was ingericht voor contemplatieve augustinessen.
In 1783 werd het op bevel van keizer Jozef II gesloten, maar kort daarop weer geopend en tijdens de Franse bezetting alweer gesloten en openbaar verkocht. In 1798 slaagde de overste J.-F. Bataille het alsnog terug te kopen. De kloostergemeenschap werd evenwel niet hersteld en in 1806 laten de zusters het klooster over aan de bisschop van Gent. In 1810 brengt de bisschop van Gent De Broglie, seminaristen onder in het pand. De seminaristen werden evenwel door Napoleon in 1813 naar Wesel (D) afgevoerd en de meesten zijn daar in krijgsgevangenschap omgekomen. Het pand stond weer leeg.
In oktober 1814 wordt er een college in ondergebracht, geleid door kanunnik Desmedt. Het college met internen en externen bloeide snel op maar werd op bevel van Willem I in 1819 opgeheven, die op die manier hoopte zijn minder succesvol Atheneum in de oude Baudeloo-abdij te bevolken.

## Geschiedenis
Na de Belgische Revolutie van 1830 trachtte de Gentse bisschop Jan Frans Van De Velde zijn college in de Savaanstraat weer tot bloei te brengen en besluit hij in 1833 het college in handen van de Jezuïeten te geven. In oktober 1833 start het eerste schooljaar en in 1836 beschikte men over de volledige zes humanioraklassen. Pas in 1852 komt er een internaat. Vanaf 1840 worden regelmatig delen van het klooster afgebroken en/of verbouwd. In 1842 wordt langs de Ketelvest een klassengebouw neergezet met 8 klaslokalen en een grote feestzaal op de eerste verdieping. In 1852 wordt de bestaande refter vernieuwd en vergroot. In 1855 wordt de eerste steen van de nieuwe kerk gelegd die op 6 oktober 1858 zal worden geopend. Op de plaats van de nieuwe kerk stond het vroegere nonnenklooster. Ten westen ervan lag een klein straatje, het Jeruzalemstraatje, dat de Ketelvest met de Savaanstraat verbond. Dit perceel zou ingepalmd worden voor de bouw van de kerk. Ter compensatie werd een aan de overkant van de Jeruzalemstraat gelegen pand aangekocht en afgebroken om daar een nieuwe en iets bredere straat te trekken die voortaan Sint-Barbarastraat zou heten. Tijdens de Eerste Wereldoorlog vluchtten een reeks leerlingen naar het Verenigd Koninkrijk en werd er in Barmouth een tijdelijk college opgericht (Sint-Jozefscollege). Sommige leerlingen, waaronder August de Schryver, kwamen terecht in het jezuïetencollege van St Leonards on Sea bij Hastings (East Sussex).
Rond 2020 waren er plannen om een tweede vestiging op te richten in een deel van de abdij van Drongen. In 2024 werd dit plan opgegeven wegens de hoge kostprijs.

## Alumnivereniging
Van 1854 tot 1854 en voorts van 1905 tot 1911 bestond er een afdeling voor beroepsonderwijs naast de Latijns-Griekse humaniora. In volle schoolstrijd worden op 16 juni 1880 de statuten van een Bond van Oud-Leerlingen aanvaard. Het jaarlijkse lidgeld zou besteed worden aan steun aan arme scholieren.
In 1883 (10-12 juni), 1908 (2 juni), 1933, 1958 , 1983 en 2008 werden respectievelijk het 50-, 75-, 100-, 125-, 150- en 175-jarig bestaan van het college gevierd.

## Scouts

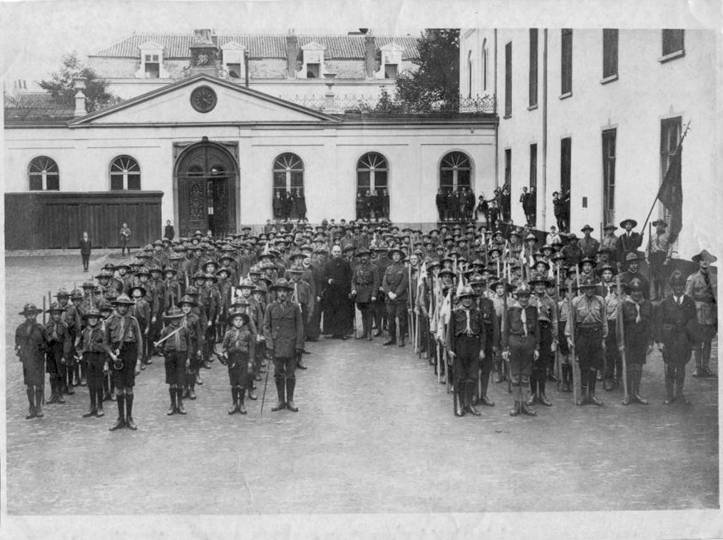
Scouts Baden Powell des deux Flandres. (Oktober 1919)

In 1919 werd een aan de school verbonden scouts opgericht, de Sint-Barbarascouts, Eerste van Gent. Nog altijd worden er bijna elke zaterdag vergaderingen (spelnamiddagen) georganiseerd van 14 tot 18 uur, voor kinderen tussen 7 en 18 jaar. De lokalen bevinden zich in de kelders onder de collegekerk en hebben een uitgang aan de Ketelvest. Voor de vergaderingen wordt er altijd op de speelplaats verzameld. De Sint-Barbaragroep maakt deel uit van Scouts en Gidsen Vlaanderen.

## Bekende leerlingen
Retorica 1869
- Joseph Casier, glazenier, oudheidkundige en cultuurpoliticus
- Gérard Cooreman (1852-1926), minister van Staat

Retorica 1872
- Albert Nyssens, (1855-1901) jurist, minister van Arbeid en Nijverheid
- Jules Van den Heuvel (1854-1926), minister van Staat

Retorica 1874
- Georges Rodenbach (1855-1898)
- Emile Verhaeren (1855-1916)

Retorica 1880-81
- Grégoire Le Roy (1862-1941)
- Maurice Maeterlinck (1862-1949) Nobelprijs Literatuur 1911
- Charles Van Lerberghe (1861-1907)

Retorica 1902
- Charles De Visscher (1884-1973)

Retorica 1903
- Fernand De Visscher (1885-1964)

Retorica 1911
- Corneille Heymans (1892-1968) (Corneel Heymans) Nobelprijs Geneeskunde 1938

Retorica 1912
- Joris van Severen (1894-1940), politicus en publicist

Retorica 1916 (in St.Leonards on Sea bij Hastings, Engeland)
- August de Schryver (Gent, 16 mei 1898 - Gent, 5 maart 1991)

Retorica 1923
- Jean van Houtte, Politicus, eerste minister (1952-54), tweemaal minister van Financiën, hoogleraar belastingrecht universiteiten van Gent en Luik

Retorica 1931
- André de Staercke (Gent, 16 november 1913 - Brussel, 27 december 2002) kabinetschef premier Hubert Pierlot, privé-secretaris Prins Karel, permanent vertegenwoordiger van België bij de NAVO

Retorica 1946
- Raoul Van Caenegem (1927), historicus

Retorica 1947
- Marcel Storme (LG), hoogleraar, politicus
- Guy Jacqmotte sj, oud Provinciaal

Retorica 1960
- Jacques Rogge (1942) (LG B), arts en 12 jaar IOC-voorzitter

Retorica 1961
- Gerard Mortier (1943-2014) (LG B), opera-intendant

Retorica 1963
- Michel D'Hooghe (Brugge, 8 december 1945) oud-voorzitter voetbalclub Club Brugge, oud-voorzitter KBVB
- Marc Bossuyt voorzitter grondwettelijk hof.

Retorica 1965
- Philippe Herreweghe (LG), dirigent
- Luc Coene (1947-2017), econoom en gouverneur van de Nationale Bank van België
- Jean-Marie Berkvens, procureur des Konings

Retorica 1966
- Marc Mortier (LG), gedelegeerd bestuurder Flanders Expo 1986-2002

Retorica 1967
- Reginald Moreels (LG B), chirurg, politicus

Retorica 1969
- Jef Tavernier politicus

Retorica 1972
- Bert De Graeve, gedelegeerd bestuurder Bekaert (manager van het jaar 2009)

Retorica 1976
- Matthias Storme (LG) hoogleraar, advocaat, publicist

Retorica 1978
- Geert Hoste (WeB)

Retorica 1980
- Peter Leyman (LG)

Retorica 1982
- Marc Coucke stichter en gedelegeerd bestuurder Omega Pharma

Retorica 1990
- Stefaan Van Hecke

Retorica 1991
- Vincent Van Quickenborne (LaWi)
- Sven Ornelis

Retorica 2003
- Gilles De Schryver
- Evi Van Acker, zeilster

## Bekende leraren
- André Van Iseghem, s.j., latinist in de jaren 1830-1840
- Lodewijk Brouwers s.j., retoricaleraar
- Walter Baeten (°1944), sinds 1995 voorzitter van het IJzerbedevaartcomité
- Luc Devoldere, sinds 2002 hoofdredacteur van Ons Erfdeel